# New Hudson Motorcycles
New Hudson Motorcycles fou una empresa fabricant de motocicletes britànica amb seu a Birmingham que va ser fundada el 1903 per George Patterson. La primera motocicleta de la marca s'havia produït el 1902 però no va tenir èxit. La gamma New Hudson es va expandir entre 1910 i 1915 tot fent servir motors JAP, i després la fàbrica es va haver de dedicar a l'esforç bèl·lic fins al 1919.
A més de motors monocilíndrics de vàlvula lateral i OHV de 350 a 600 cc, l'empresa va produir també un model de 211 cc de dos temps i una petita quantitat de vehicles de tres rodes amb motors MAG. El 1927, Bert le Vack va batre el rècord de volta ràpida a Brooklands amb una New Hudson de 500 cc a 160 km/h.
La firma va aturar la producció de motocicletes el 1932 i va canviar el seu nom per Girling Ltd, la qual encara existeix com a empresa de components de fre dins el grup Lucas Industries. Després de la Segona Guerra Mundial encara es van fabricar bicicletes amb el nom de New Hudson, quan la divisió va esdevenir una filial de la Birmingham Small Arms Company (BSA) i aquesta va fabricar amb èxit bicicletes motoritzades sota aquesta marca fins al 1957.

## Models

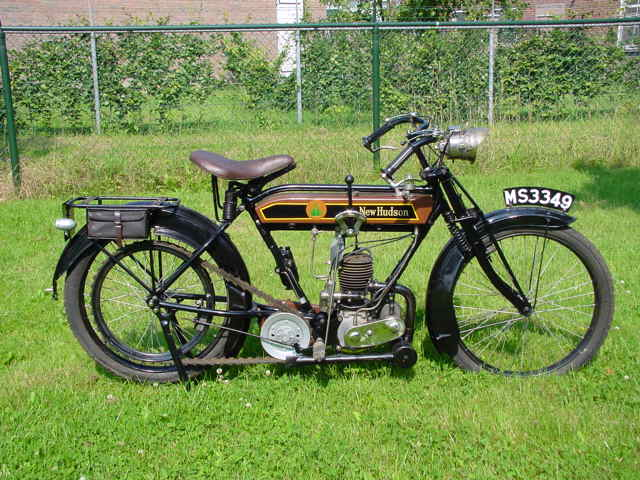
Una New Hudson 211 cc de 1921

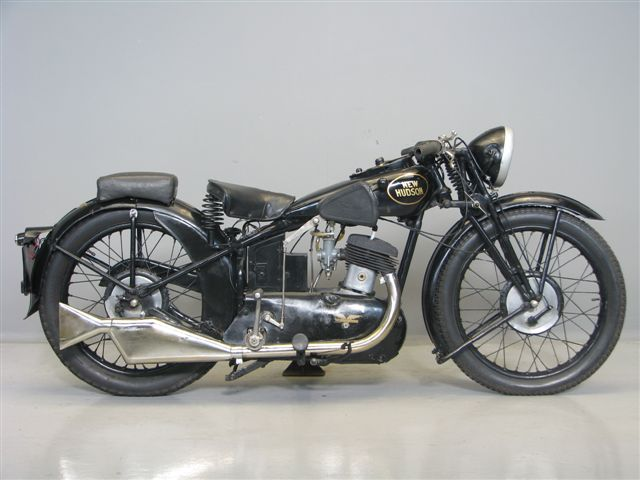
Una New Hudson Model 32 de Luxe 500 cc de 1932

| Model             | Any  | Notes                     |
| ----------------- | ---- | ------------------------- |
| 293cc aiv         | 1911 |                           |
| Model 3B 500cc    | 1912 | Monocilíndric de 3 1/2 CV |
| 500cc 'Touring'   | 1914 |                           |
| 'Big Six'         | 1916 |                           |
| 220cc             | 1922 | 2 temps                   |
| 500cc Type E      | 1924 |                           |
| 350cc             | 1926 | Doble tub d'escapament    |
| 346cc OHV         | 1927 |                           |
| Brooklands 500cc  | 1929 | Càrter sec                |
| 596cc SV          | 1929 |                           |
| 350 SV            | 1931 |                           |
| 350 OHV           | 1931 |                           |
| 493 SV            | 1931 |                           |
| 350 OHV 'Tourist' | 1932 | 3 velocitats              |
| 493 OHV           | 1932 |                           |
| 550 SV            | 1932 |                           |
| Bronze Wing       | 1933 | 500 cc                    |
| Autocycle         | 1940 | Villiers JDL              |
| Autocycle         | 1950 | 98 cc                     |